# Conterrâneos
Conterrâneos é um álbum do músico brasileiro Dominguinhos, lançado em 2006, com o selo Eldorado.
Em 2007, o álbum foi indicado ao Grammy Latino, na categoria Melhor Álbum de Música Regional ou de Raízes Brasileiras.

## Faixas
01. Tempo menino (João Sereno / Kaká Bahia)

02. Cai fora (Dominguinhos / Wally Bianchi)

03. Gavião peneirador (Dominguinhos / Marcos Barreto)

04. Carece de explicação (Dominguinhos / Clodô)

05. Vivendo a brincar (Dominguinhos / Wally Bianchi)

06. Por amor ao forró (Pinto do Acordeon)

07. Conterrâneos (Clodô / Climério / Clésio) Participação: Guadalupe

08. Oi que balanço bom (Dominguinhos / Nando Cordel)

09. Acácia amarela (Luiz Gonzaga / Orlando Silveira)

10. Doidinha para dançar (Zezum) Participação: Liv Moraes

11. Duas frutinhas (Dominguinhos / Capinan)

12. Eita Paraíba (Dominguinhos / Chico Anísio / Sarah Benchimol) Participação: Waldonys

13. Bença mãe (Bob Nelson)

14. Como tudo começou (João Silva)

15. Feito mandacaru (Dominguinhos / Climério)

16. I é? (Dominguinhos)